# Ріяд Буазізі
Ріяд Буазізі (араб. رياض البوعزيزي; нар. 8 квітня 1973, Бізерта) — туніський футболіст, що грав на позиції захисника, півзахисника.
Виступав, зокрема, за клуби «Етюаль дю Сахель» та «Бурсаспор», а також національну збірну Тунісу.
У складі збірної — володар Кубка африканських націй.

## Клубна кар'єра
У дорослому футболі дебютував 1995 року виступами за команду клубу «Етюаль дю Сахель», в якій провів п'ять сезонів.
Своєю грою за цю команду привернув увагу представників тренерського штабу клубу «Бурсаспор», до складу якого приєднався 2000 року. Відіграв за команду з Бурси наступні два сезони своєї ігрової кар'єри. Більшість часу, проведеного у складі «Бурсаспора», був основним гравцем команди.
Згодом з 2002 по 2007 рік грав у складі команд клубів «Ґазіантепспор» та «Кайсері Ерджієсспор».
Завершив професійну ігрову кар'єру у клубі «Бізертен», за команду якого виступав протягом 2007—2009 років.

## Виступи за збірну
У 1996 році дебютував в офіційних матчах у складі національної збірної Тунісу. Протягом кар'єри у національній команді, яка тривала 11 років, провів у формі головної команди країни 88 матчів, забивши 5 голів.
У складі збірної був учасником Кубка африканських націй 1996 року у ПАР, де разом з командою здобув «срібло», чемпіонату світу 1998 року у Франції, Кубка африканських націй 1998 року у Буркіна Фасо, Кубка африканських націй 2000 року у Гані та Нігерії, чемпіонату світу 2002 року в Японії і Південній Кореї, Кубка африканських націй 2002 року у Малі, Кубка африканських націй 2004 року у Тунісі, здобувши того року титул континентального чемпіона, чемпіонату світу 2006 року у Німеччині, Кубка африканських націй 2006 року в Єгипті.

## Титули і досягнення
- Володар Кубка африканських націй (1): 2004
- Срібний призер Кубка африканських націй: 1996